# ファンデフカ海峡
ファンデフカ海峡（ファンデフカかいきょう、Strait of Juan de Fuca）は、カナダ西海岸のバンクーバー島南部とアメリカのオリンピック半島との間の海峡。カナダとアメリカの国境線になっている。海峡には、カナダのブリティッシュコロンビア州の州都ヴィクトリア市がある。海峡の東奥には、シアトルなどアメリカ合衆国ワシントン州の港湾都市が面するピュージェット湾がある。
ジョージア海峡、ファンデフカ海峡、ピュージェット湾などから構成されるバンクーバー島と北アメリカ大陸の間の内海は、セイリッシュ海と総称される。
ギリシャ人の水先案内人でこの地を航海したファン・デ・フカの名にちなみ命名された。